# Agar XLD

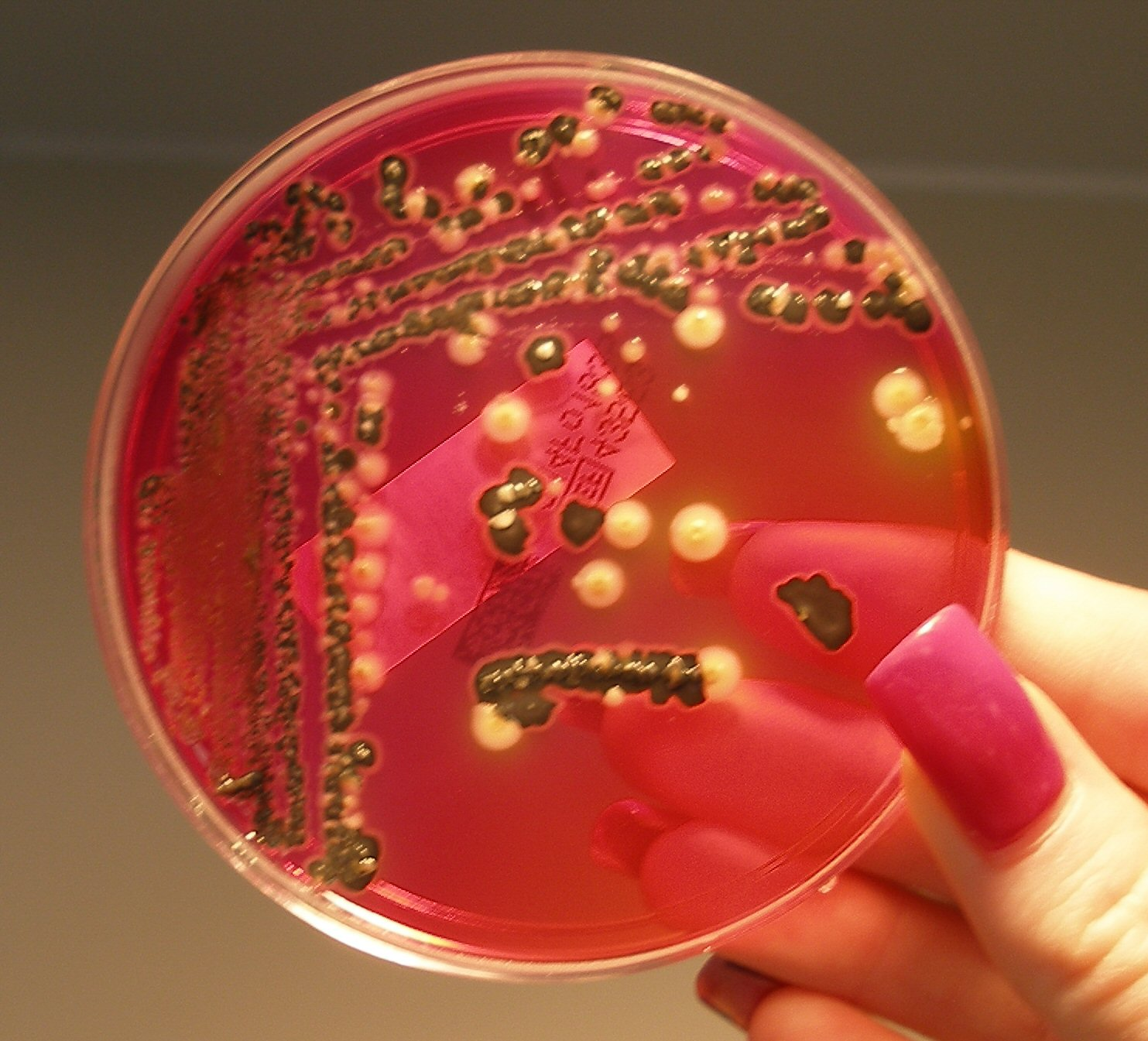
Salmonella na agarze XLD

Agar XLD (z ang. xylose, lysine, deoxycholate) – selektywne podłoże hodowlane służące do wykrywania Salmonella i Shigella.
Agar składa się z ekstraktu drożdżowego z ksylozą, lizyną, laktozą, sacharozą, deoksycholanem sodu, tiosiarczanem sodu, cytrynianem amonu żelaza(III) oraz czerwienią fenolową.
Deoksycholan sodu powoduje zahamowanie wzrostu większości bakterii niepatogennych. Te namnażające się powodują fermentację laktozy, ksylozy lub sacharozy z wytworzeniem kolonii o żółtym zabarwieniu. Shigella nie fermentuje tych związków i zabarwienie pozostaje czerwonawe (od obecności czerwieni fenolowej). Salmonella oprócz fermentacji ksylozy powoduje dekarboksylację lizyny, w wyniku czego powstaje kadaweryna. Neutralizuje ona kwasowe produkty reakcji, nadając koloniom również barwę czerwoną. Jednakże większość szczepów Salmonella z tiosiarczanu sodu produkuje siarkowodór, a jego reakcje z cytrynianem amonu żelaza(III) powodują, że kolonie stają się czarne. Można w ten sposób odróżnić Salmonella od Shigella.